# Ulrich II. (Ostfriesland)

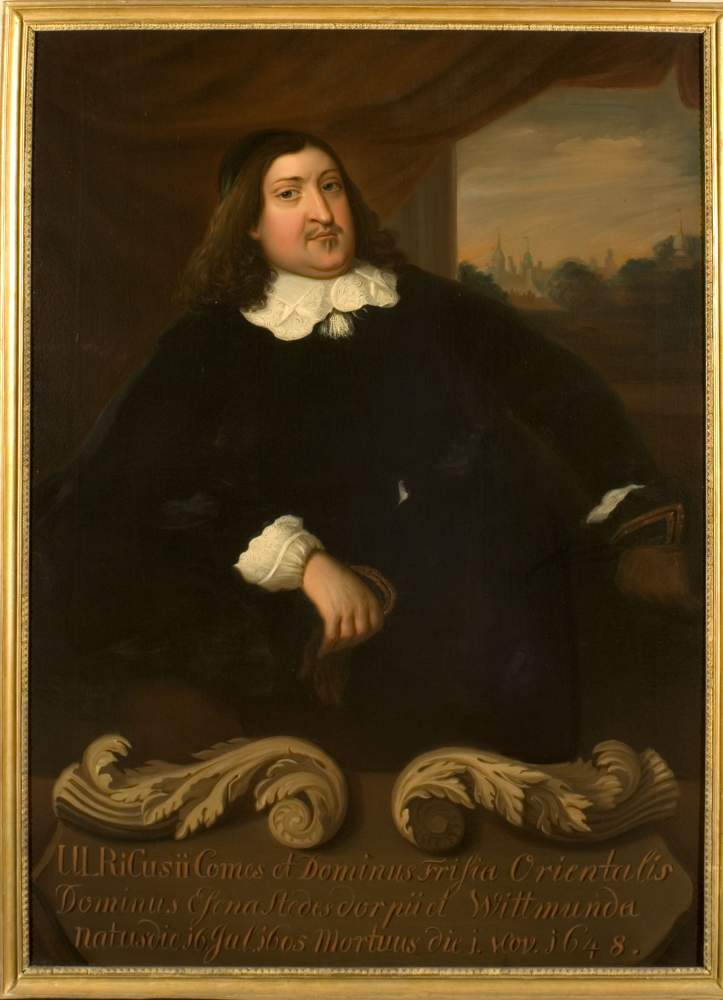
Ulrich II., Gemälde um 1750

Ulrich II. (* 6. Juli 1605; † 1. November 1648 in Aurich) trat nach dem unerwarteten Tod seines Bruders Rudolf Christian am 17. April 1628 das Amt des Grafen von Ostfriesland an.

## Leben
Ulrich war das fünfte Kind aus zweiter Ehe des Grafen Enno III. aus dem Hause Cirksena und der Gräfin Anna von Schleswig-Holstein-Gottorf. Über Kindheit und Jugend ist wenig bekannt. Als junger Mann begab er sich auf die übliche Kavalierstour durch Frankreich und England. Nach dem frühen Tod seines Bruders, der nach einem Duell gestorben war, wurde der 23-jährige Ulrich dessen Nachfolger.
Nur widerstrebend hatte er das Amt des Grafen von Ostfriesland angetreten. Man sagt ihm nach, ein Lebemann gewesen zu sein, dem der Genuss von Alkohol und Speisen große Lust bereitete. In seine Regierungszeit fiel der Dreißigjährige Krieg, in dem Ostfriesland große Not unter der Heimsuchung durch die Truppen des Grafen von Peter Ernst II. von Mansfeld zu erleiden hatte. Die einzige Ausnahme bildete Emden, da der kurz zuvor fertiggestellte Emder Wall die Stadt vor der Einnahme durch fremde Truppen schützte. Dem Treiben der auswärtigen Truppen im Zuge des Dreißigjährigen Krieges in Ostfriesland sah er passiv zu und ließ das Land mehr oder weniger von den Kanzlern Dothias Wiarda und Arnold von Bobart verwalten.
Während die Bevölkerung Ostfrieslands im Krieg bittere Not zu erleiden hatte, ließ er für sich ein Jagdrevier, den Tiergarten in Aurich, und für seine Gemahlin, die hessische Landgräfin Juliane, einen Park errichten, die Julianenburg.
Dennoch fallen einige bedeutende Entscheidungen in die Regierungszeit Ulrichs. Mit der Verpachtung von Moorflächen bei Timmel begann 1633 die Fehnkultur, als deren erstes Zeugnis das aus der Verpachtung entstandene Großefehn gilt. Aus Stiftungen des Landesvermögens entstanden 1631 in Norden und 1646 in Aurich Gymnasien, die heute noch als Ulrichsgymnasium und Ulricianum seinen Namen tragen.

## Familie
Im Jahr 1631 heiratete er Juliane von Hessen-Darmstadt (* 14. April 1606; † 15. Januar 1659), Tochter von Ludwig V. von Hessen-Darmstadt und Magdalena von Brandenburg (* 7. Januar 1582; † 4. Mai 1616). Das Paar hatte folgende Kinder:
- Enno Ludwig (* 29. Oktober 1632; † 4. April 1660) ⚭ 7. November 1656 Justine Sophie von Barby  (* 14. April 1636; † 12. August 1677)
- Georg Christian (* 6. Februar 1634; † 6. Juni 1665) ⚭ 10. Mai 1662 Christine Charlotte von Württemberg (* 21. Oktober 1645; † 16. Mai 1699)
- Edzard Ferdinand (* 12. Juli 1636, † 1. Januar 1668) ⚭ 22. Juli 1665 Anna Dorothea Gräfin von Criechingen († 20. Mai 1705)

Noch vor seiner Hochzeit begann er eine Affäre mit Ennichen Eberhard und setzte diese auch nach der Heirat fort. Mit Ennichen hatte er zwei Kinder, von denen eines noch als Säugling starb. Beim Tode Ulrichs galt die Ehe als zerrüttet. Beide Partner pflegten außereheliche Beziehungen.
Nach seinem Tod übernahm seine Witwe Juliana aufgrund der Minderjährigkeit ihrer Kinder die vormundschaftliche Regierung.